# Brittany Bowe
Brittany Bowe (* 24. Februar 1988 in Ocala, Florida) ist eine US-amerikanische Eisschnellläuferin und ehemalige Inline-Speedskaterin. In beiden Sportarten errang sie mehrere Weltmeistertitel. 2018 und 2022 gewann sie im Eisschnelllauf insgesamt zwei Bronzemedaillen bei Olympischen Winterspielen.
In ihrer Jugend in Florida trainierte Bowe Inline-Speedskating. Zwischen 2002 und 2008 gewann sie in dem Rollsport 32 Medaillen bei Weltmeisterschaften im Junioren- und Erwachsenenbereich. Sie beendete ihre Inline-Laufbahn 2008, um sich auf ihr Studium an der Florida Atlantic University zu konzentrieren, wo sie ein Stipendium als Basketballspielerin erhalten hatte. Entgegen ihrer ursprünglichen Planungen verfolgte Bowe nach ihrem Studienabschluss 2010 keine Karriere im Profibasketball, sondern wechselte zum Eisschnelllauf. Dort stieg sie bis Mitte der 2010er-Jahre in die Weltspitze auf, feierte 2013 ihre ersten Siege im Weltcup, gab 2014 ihr Olympiadebüt und errang 2015 ihren ersten Weltmeistertitel.
Bowes Schwerpunkt liegt auf die Kurzstrecken über 500, 1000 und 1500 Meter, wobei sie am häufigsten über die 1000-Meter-Distanz erfolgreich war. Über mehrere Jahre gehörte ihre Teamkollegin Heather Richardson-Bergsma, mit der Bowe eine freundschaftliche Rivalität verband, zu ihren stärksten Konkurrentinnen. Zwischen 2016 und 2018 war Bowe durch die Folgen einer im Training erlittenen Gehirnerschütterung beeinträchtigt. Sie kehrte anschließend wieder in die internationale Spitze zurück, siegte von 2018/19 bis 2020/21 in drei aufeinanderfolgenden Saisons in der 1000-Meter-Gesamtweltcupwertung und holte bei den Winterspielen 2022 als Dritte über 1000 Meter ihre erste olympische Einzelmedaille. Zuvor hatte sie bereits bei Olympia 2018 ebenfalls Bronze in der Teamverfolgung gewonnen. Im Lauf ihrer Karriere stellte Bowe mehrere Weltrekorde über 1000 und 1500 Meter auf.

## Sportlicher Werdegang

### Anfänge im Inline-Speedskating und Basketball (bis 2010)

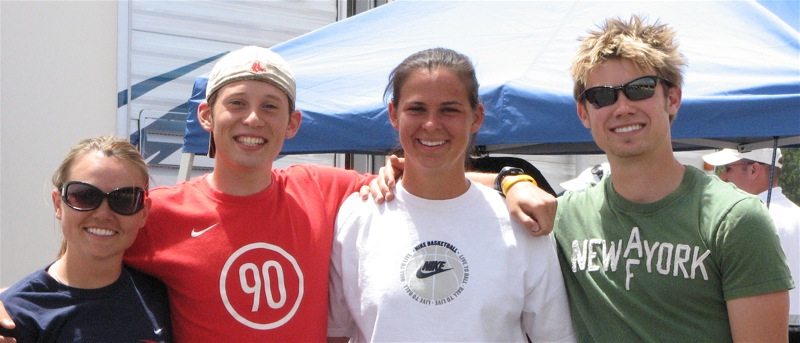
Bowe (Zweite von rechts) mit ihren Inline-Teamkollegen Jessica Smith, Jonathan Garcia und Joey Mantia bei den Panamerikanischen Spielen 2007

Brittany Bowe stammt aus Ocala in Florida, wo sie in ihrer Kindheit und Jugend verschiedene Sportarten ausübte. 1996 wurde die örtliche Inline-Speedskating-Trainerin Renee Hildebrand auf Bowe aufmerksam. Rückblickend erklärte Hildebrand, sofort das athletische Potential der Achtjährigen erkannt zu haben. Unter ihrer Anleitung entwickelte sich Bowe in den folgenden Jahren zu einer der weltweit führenden Inline-Skaterinnen: Zwischen 2002 und 2005 wurde sie elffache Juniorenweltmeisterin, zwischen 2006 und 2008 errang sie acht WM-Titel (sechs davon mit der Staffel) im Erwachsenenbereich. Zusätzlich zu ihren insgesamt 32 Weltmeisterschaftsmedaillen im Junioren- und Erwachsenenbereich siegte Bowe 2007 in der Sprintkombination bei den Panamerikanischen Spielen in Rio de Janeiro. Einer ihrer langjährigen Teamkollegen im US-Inline-Nationalteam war der ebenfalls aus Ocala stammende und von Renee Hildebrand trainierte Joey Mantia, der bei den Männern ähnliche Erfolge wie Bowe bei den Frauen feierte.
Neben dem Inline-Speedskating spielte Bowe als junge Athletin auch Fußball und Basketball. Mit dem Fußballtraining hörte sie in ihrer frühen Teenagerzeit auf, um einen stärkeren Schwerpunkt auf Basketball zu legen. Nach ihrem High-School-Abschluss erhielt Bowe ab 2006 ein Basketball-Stipendium an der Florida Atlantic University (FAU). Sie spielte in den folgenden vier Jahren als Point Guard in der NCAA Division I für das Basketballteam der Universität (die Florida Atlantic Owls), in dem sie zur Stammspielerin wurde. Zunächst lief Bowe auch während ihrer Studienzeit parallel zum Basketball weiterhin bei internationalen Inline-Wettkämpfen mit. Im Sommer widmete sie sich dem Rollschuhtraining, im Winter den Basketball-Übungen. Erst 2008 beendete sie im Alter von 20 Jahren ihre Inline-Laufbahn, um sich auf ihr Studium und auf Basketball zu konzentrieren. Als Bowe 2010 ihr sozialwissenschaftliches Studium an der FAU abschloss, war sie in der Geschichte der Florida Atlantic Owls die Spielerin mit den achtmeisten erzielten Punkten. Ihre Universität ehrte sie im Sommer 2010 als „herausragendste Athletin“ (Florida Atlantic University's Most Outstanding Female Athlete) und nahm sie 2019 in die universitätseigene Hall of Fame auf.

### Wechsel zum Eisschnelllauf und erste Olympiateilnahme (2010 bis 2014)

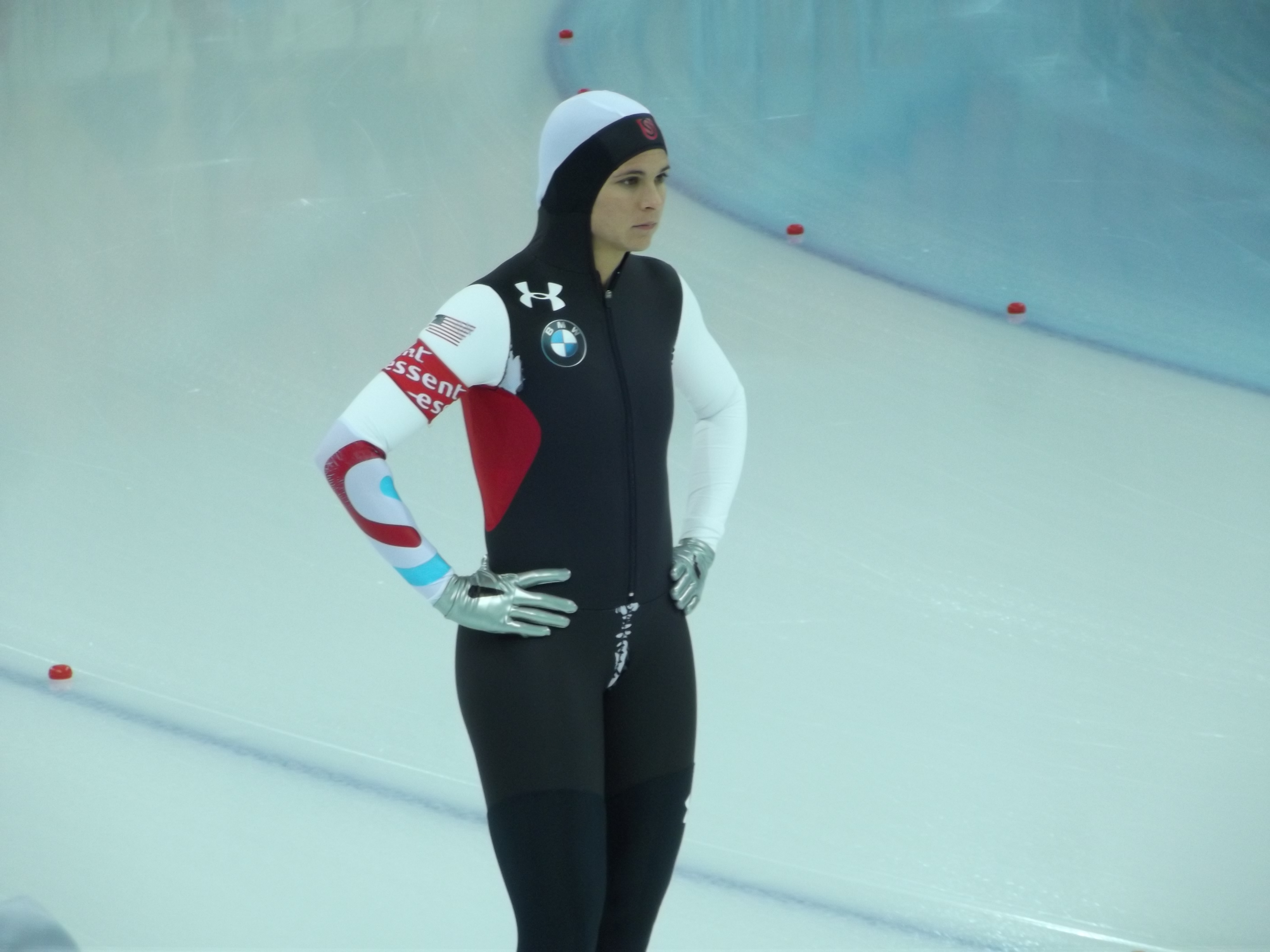
Bowe bei der Einzelstrecken-WM 2013

Seit den 2000er-Jahren verfolgten das US-amerikanische Olympische Komitee und der nationale Eisschnelllaufverband US Speedskating in Zusammenarbeit mit dem Olympiasieger Derek Parra das Programm Wheels to Ice, um erfolgreiche Inline-Skater zu Eisschnellläufern umzuschulen. Bowe hatte bereits nach ihrem High-School-Abschluss 2006 eine Einladung zur Teilnahme an dem Programm erhalten, sich aber letztlich für das Basketball-Stipendium entschieden. Bei den TV-Übertragungen der Olympischen Winterspiele 2010 in Vancouver sah Bowe, wie mehrere ihrer langjährigen Kollegen aus dem Inline-Nationalteam vordere Resultate erzielten. So erreichte etwa ihre Freundin Heather Richardson mehrere Platzierungen unter den besten Zehn. Gemäß Bowes Darstellung lösten die olympischen Erfolge ihrer früheren Mitstreiter bei ihr einen Sinneswandel aus: Anstatt weiter eine Basketball-Profikarriere in europäischen Ligen und in der WNBA anzustreben, zog sie im Sommer 2010 nach Salt Lake City und begann mit dem Eisschnelllauftraining.
Unter der Anleitung von Sprint-Nationaltrainer Ryan Shimabukuro entwickelte sich Bowe in den frühen 2010er-Jahren zur zweitbesten US-Eisschnellläuferin hinter Heather Richardson. Im Winter 2011/12 debütierte sie im Weltcup, sammelte sowohl über 500 Meter als über 1000 Meter und 1500 Meter ihre ersten Weltcuppunkte und stand in der 1000-Meter-Wertung am Saisonende auf dem zehnten Rang. Bei den Einzelstreckenweltmeisterschaften 2012 in Heerenveen wurde sie über 1000 Meter Achte. 2012/13 lief Bowe in mehreren 1000-Meter-Weltcuprennen auf das Podium und feierte auf dieser Strecke am 3. März 2013 in Erfurt vor Ireen Wüst ihren ersten Weltcupsieg. In der 1000-Meter-Gesamtwertung des Winters belegte sie hinter Richardson Platz zwei, bei der Einzelstrecken-WM 2013 in Sotschi gewann sie über 1000 Meter die Bronzemedaille. Mehrere Beobachter wie etwa Jennifer Rodriguez – die den gleichen Weg vom Inline-Speedskating zum Eisschnelllauf beschritten hatte – schätzten Bowes Anpassung an die neue Sportart als ausgesprochen schnell und erfolgreich ein.
Zu Beginn der olympischen Saison 2013/14 stellte Bowe am 17. November 2013 auf dem Utah Olympic Oval in Salt Lake City einen 1000-Meter-Weltrekord mit einer Zeit von 1:12,58 Minuten auf. Sie feierte im Saisonverlauf weitere Weltcupsiege über 1000 Meter wie auch über 1500 Meter und qualifizierte sich bei den US-internen Vorausscheidungen auf vier Strecken (500 Meter, 1000 Meter, 1500 Meter und Teamverfolgung) für die Olympischen Winterspiele 2014. Weder Bowe noch die ebenfalls als Mitfavoritin gehandelte Heather Richardson gewannen bei den Winterspielen in Sotschi eine olympische Medaille: In der Teamverfolgung belegten die US-Amerikanerinnen den sechsten Rang, Bowes bestes Einzelergebnis war Rang acht über 1000 Meter (weitere Resultate: 13. über 500 Meter und 14. über 1500 Meter). Ihr Abschneiden galt als Enttäuschung, Bowe selbst führte es später darauf zurück, dass sie sich bei ihrem ersten olympischen Auftritt in jedem Rennen zu sehr angestrengt habe (im Original: „I almost tried too hard in every race“). Zudem habe sie das Hin und Her um einen neuen, speziell für das US-Olympiateam entwickelten Rennanzug irritiert, der sich als Fehlschlag erwies. Für Bowe war das Verpassen einer Medaille bei den Winterspielen mit erheblichen finanziellen Einbußen verbunden: Ihre Förderung wurde 2015 laut einem Bericht der Chicago Tribune im Vergleich zum olympischen Winter um die Hälfte reduziert, zudem verschlechterte sich ihre Aussicht auf Sponsorenverträge.

### Weltmeistertitel und Verletzungsprobleme (2014 bis 2018)

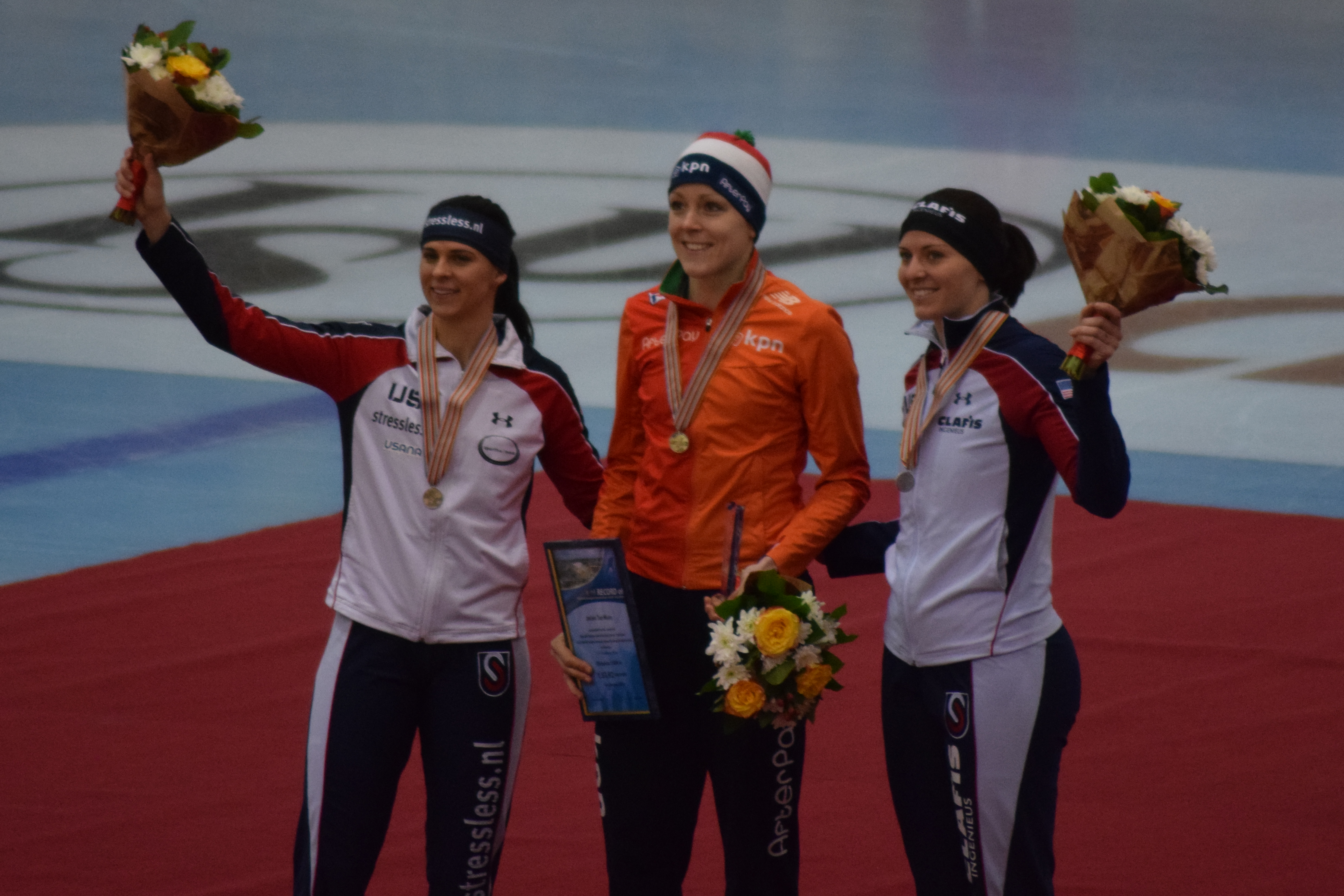
Bowe (links) neben Jorien ter Mors und Heather Bergsma bei einer Siegerehrung der Einzelstrecken-WM 2016

In der Saison 2014/15 feierte Bowe – betreut von einem komplett neuen Trainerstab um Matt Kooreman – ihre bis dahin größten Erfolge im Eisschnelllauf. Neben vier Einzel-Weltcuprennen entschied sie die 1000-Meter-Gesamtwertung für sich und belegte Rang drei im streckenübergreifenden Grand World Cup. Mitte Februar 2015 gewann sie bei der Einzelstrecken-WM in Heerenveen zwei Goldmedaillen über 1000 Meter und 1500 Meter sowie zusätzlich Silber über 2 × 500 Meter hinter Heather Richardson. Zwei Wochen später siegte sie bei der Sprint-WM in Astana auf allen vier Teilstrecken vor Richardson und wurde damit auch Weltmeisterin im Sprint-Vierkampf. Im Mai 2015 zeichnete der Oslo Skøiteklub Bowe mit der Oscar Mathisen Memorial Trophy aus. Herausgehoben wurde in der Jurybegründung insbesondere ihr 1000-Meter-Sieg bei der WM in Heerenveen: Dabei hatte Bowe den von Ireen Wüst gehaltenen Bahnrekord im Thialf um eine Dreiviertelsekunde verbessert und war mit einer Zeit von 1:13,90 Minuten die bis dahin schnellste Zeit auf einer europäischen Bahn gelaufen.
Zu Beginn des Winters 2015/16 stellte Bowe auf dem Utah Olympic Oval in Salt Lake City beziehungsweise auf dem Olympic Oval in Calgary neue Weltrekorde über 1000 Meter (1:12,18 Minuten) und 1500 Meter (1:51,59 Minuten) auf. Ihre 1500-Meter-Marke verbesserte den zehn Jahre alten Rekord der Kanadierin Cindy Klassen, hatte selbst aber nur eine Woche als Weltbestzeit Bestand und wurde dann von Heather Bergsma (vorherige Heather Richardson) unterboten. Der US-amerikanische Nationaltrainer Kooreman hob daraufhin die freundschaftliche Konkurrenz zwischen Bowe und Bergsma hervor, die sich gegenseitig zu neuen Höchstleistungen antreiben würden. Im gesamten Saisonverlauf stand Bowe bei 20 ihrer 22 Weltcuprennen auf dem Podium, entschied zehn Wettkämpfe für sich und nahm in den Weltcup-Gesamtwertungen über 1000 Meter sowie über 1500 Meter ebenso die erste Position ein wie im Grand World Cup – jeweils unmittelbar vor Bergsma, die 3 Weltcupsiege feierte und 18 Mal unter den ersten Drei platziert war. Bei der Sprint-WM 2016 in Seoul verteidigte Bowe erfolgreich ihren Titel, während sie bei der Einzelstrecken-WM in Kolomna drei Medaillen, aber keine goldene gewann (Silber über 2 × 500 Meter, Bronze über 1000 Meter und 1500 Meter).
Im Juli 2016 zog sich Bowe bei einem Trainingssturz auf dem Eis von Salt Lake City eine Gehirnerschütterung zu, die sie nachhaltig beeinträchtigte: Bei ihr wurden das Postkommotionelle Syndrom und das Posturale Tachykardiesyndrom (POTS) diagnostiziert. Bowe berichtete von starken Gleichgewichtsstörungen, von plötzlich auftretenden Panikattacken durch visuelle Reize und Ohnmachtsanfällen. Im Dezember 2016 startete sie – nach eigenen Angaben nahezu ohne vorheriges Training – wieder im Weltcup und erreichte einen Podestplatz über 1000 Meter. Wenig später hatte sie in der Vorbereitung auf die US-Meisterschaft einen weiteren Ohnmachtsanfall und beendete ihre Saison vorzeitig. Nach einer mehrmonatigen Pause nahm Bowe am Olympic Training Center in Colorado Springs das Eisschnelllauftraining wieder auf und integrierte Yoga und Achtsamkeitsübungen in ihre Vorbereitung. In der Saison 2017/18 blieb sie ohne Podestresultat in Weltcuprennen. Bei den olympischen Wettkämpfen im Gangneung Oval erreichte sie bei jedem ihrer drei Einzelstarts über 500 Meter (5.), 1000 Meter (4.) und 1500 Meter (5.) ein Ergebnis unter den ersten fünf Sportlerinnen. In der Teamverfolgung gewann sie zusammen mit Heather Bergsma und Mia Manganello Bronze und damit die einzige Medaille für die US-Eisschnellläufer bei den Winterspielen in Pyeongchang. Zum Saisonende wurde Bowe in Changchun hinter der Niederländerin Jorien ter Mors Vize-Sprintweltmeisterin.

### Weg zur dritten Olympiateilnahme (2018 bis 2022)
Nach zweieinhalb Jahren ohne Weltcupsieg feierte Bowe im November 2018 über 1500 Meter im japanischen Obihiro ihren insgesamt 18. Erfolg in der höchsten Wettkampfserie des internationalen Eisschnelllaufs. Sie entschied in der Saison 2018/19 fünf weitere Weltcuprennen sowie die Gesamtwertungen über 1000 Meter und 1500 Meter für sich und gewann zudem drei Weltmeisterschaftsmedaillen, darunter Gold über 1000 Meter bei der Einzelstrecken-WM in Inzell. Beim Weltcupfinale auf dem Utah Olympic Oval in Salt Lake City verbesserte sie den 1000-Meter-Weltrekord auf 1:11,61 Minuten. Im US-Nationalteam – das im Frühjahr 2018 erneut Ryan Shimabukuro als hauptverantwortlicher Trainer übernommen hatte – galt sie mittlerweile als „Veteranin“. Nach Heather Bergsmas Rückzug vom aktiven Sport 2018 war Bowe über mehrere Jahre die einzige US-Eisschnellläuferin, die international regelmäßig Podestergebnisse erzielte: 2019/20 und 2020/21 stand sie am Saisonende zum vierten beziehungsweise fünften Mal an erster Position der 1000-Meter-Gesamtweltcupwertung. Bei der WM 2021 in Heerenveen wurde sie zum dritten Mal Weltmeisterin über die 1000-Meter-Distanz, die sie wegen der „Kombination aus Geschwindigkeit, Kraft und Ausdauer“ als ihre Lieblingsstrecke bezeichnete.
In den ersten Monaten der Saison 2021/22 stand Bowe in Weltcuprennen über 1000 Meter und 1500 Meter mehrmals auf dem Podest. Im 500-Meter-Sprint erzielte sie Ergebnisse zwischen dem achten und dem zehnten Rang, hier feierte dafür ihre viereinhalb Jahre jüngere Teamkollegin Erin Jackson mehrere Weltcupsiege und stellte einen nationalen Rekord auf. Jackson stammte wie Bowe aus Ocala, hatte in ihrer Jugend ebenfalls bei Renee Hildebrand Inline-Speedskating trainiert und war 2017 zum Eisschnelllaufen gewechselt. Sie bezeichnete Bowe als „großartige Mentorin“, zu der sie seit ihrer Kindheit aufgeschaut habe. Bei den Olympic Trials, den nationalen Ausscheidungsrennen für die Winterspiele 2022 in Peking, siegte Bowe Anfang Januar 2022 über 1000 Meter, 1500 Meter und auch über 500 Meter. Auf der Sprintstrecke belegte Jackson wegen eines Ausrutschers lediglich den – nicht sicher zur Olympiaqualifikation berechtigenden – dritten Rang. Zwei Tage nach den Trials erklärte Bowe ihren Verzicht auf den 500-Meter-Olympiastartplatz, wodurch Jackson nachrückte. Bowe begründete ihre Entscheidung damit, dass sich Jackson die Olympiateilnahme verdient habe. In Peking wurde Jackson 500-Meter-Olympiasiegerin, während Bowe über 1000 Meter hinter Miho Takagi und Jutta Leerdam die Bronzemedaille gewann. Auf der 1500-Meter-Strecke belegte sie den 10. Rang und über 500 Meter (wo das US-Team kurzfristig einen dritten Startplatz erhielt, den Bowe einnahm) die 16. Position.

### Seit 2022
Mit Blick auf die Olympischen Winterspiele 2026 stellte Bowe ihre Saisonvorbereitung im Sommer 2022 um und trainierte nach zwölf Jahren erstmals nicht mit dem Sprint-, sondern mit dem Langdistanzteam unter Gabriel Girard. Sie begründete den Wechsel mit dem Wunsch nach einer neuen Perspektive und dem Ziel, ihre körperlichen Grundlagen zu stärken. Im Winter 2022/23 ließ Bowe mehrere Weltcuprennen aus. Bei den Weltmeisterschaften 2023 gewann sie zusammen mit Mia Manganello-Kilburg und Giorgia Birkeland die Bronzemedaille in der Teamverfolgung.

## Persönliches
Brittany Bowes Eltern stammen aus Upstate New York und zogen nach ihrer Hochzeit in den 1980er-Jahren nach Ocala in Florida, wo Bowes Vater als Sportlehrer und Basketballtrainer an einer High School arbeitete und zwischenzeitlich auch seine Tochter trainierte. Brittany Bowe hat eine jüngere Schwester. Im Vorfeld der Olympischen Winterspiele 2018 sprach Bowe öffentlich über ihre Fernbeziehung zu der niederländischen Inline-Skaterin und Eisschnellläuferin Manon Kamminga. Bei den Winterspielen 2022 war Bowe die einzige öffentlich geoutete LGBT-Athletin, die bei der Eröffnungsfeier – als Ersatz für die positiv auf COVID-19 getestete Elana Meyers Taylor – Fahnenträgerin ihres Landes war.
Angesichts der Erfolge Bowes und Erin Jacksons bei den Olympischen Winterspielen 2022 bezeichnete ein Artikel der Tageszeitung USA Today Bowe als Teamspielerin in einer Sportart, in der sonst die Einzelperson im Vordergrund stünde (im Original: „team player in a me-first sport“). Die Los Angeles Times bescheinigte ihr eine „Mischung aus Mitgefühl und Wettkampfgeist“ (im Original: „mix of compassion and competitiveness“), die ihr den Respekt ihrer Mitstreiter eingebracht habe. Der US-Nationaltrainer Ryan Shimabukuro hatte bereits 2012 gelobt, Bowe könne sehr gut in einem Team arbeiten und das auf ihre Laufbahn als College-Basketballspielerin zurückgeführt.

## Persönliche Bestzeiten
Stand: 2. Juni 2023
| Distanz | Zeit        | Datum             | Ort            |
| ------- | ----------- | ----------------- | -------------- |
| 500 m   | 37,03 s     | 20. November 2015 | Salt Lake City |
| 1000 m  | 1:11,61 min | 9. März 2019      | Salt Lake City |
| 1500 m  | 1:50,32 min | 10. März 2019     | Salt Lake City |
| 3000 m  | 4:13,99 min | 2. November 2012  | Milwaukee      |

## Statistik

### Olympische Winterspiele
Brittany Bowe zählte 2014, 2018 und 2022 zum US-amerikanischen Olympiaaufgebot. Sie nahm an elf Wettkämpfen teil, in denen sie zwei Bronzemedaillen gewann.
| Olympische Winterspiele | Olympische Winterspiele | 500 m | 1000 m | 1500 m | Teamverfolgung |
| Jahr                    | Ort                     | 500 m | 1000 m | 1500 m | Teamverfolgung |
| ----------------------- | ----------------------- | ----- | ------ | ------ | -------------- |
| 2014                    | Sotschi                 | 13.   | 8.     | 14.    | 6.             |
| 2018                    | Pyeongchang             | 5.    | 4.     | 5.     | 3.             |
| 2022                    | Peking                  | 16.   | 3.     | 10.    | –              |

### Einzelstrecken-Weltmeisterschaften
| Einzelstrecken-WM | Einzelstrecken-WM | 500 m           | 1000 m          | 1500 m          |
| Jahr              | Ort               | 500 m           | 1000 m          | 1500 m          |
| ----------------- | ----------------- | --------------- | --------------- | --------------- |
| 2012              | Heerenveen        | 16.             | 8.              | –               |
| 2013              | Sotschi           | 14.             | 3.              | –               |
| 2015              | Heerenveen        | 2.              | 1.              | 1.              |
| 2016              | Kolomna           | 2.              | 3.              | 3.              |
| 2017              | Gangneung         | keine Teilnahme | keine Teilnahme | keine Teilnahme |
| 2019              | Inzell            | 6.              | 1.              | 3.              |
| 2020              | Salt Lake City    | 13.             | 8.              | 14.             |
| 2021              | Heerenveen        | 8.              | 1.              | 2.              |
| 2023              | Heerenveen        | –               | 5.              | 9.              |

### Sprint-Weltmeisterschaften
Seit 2012 nahm Bowe an bisher sieben Sprint-Weltmeisterschaften teil und gewann dabei zwei Goldmedaillen, eine Silber- und eine Bronzemedaille. Die folgende Tabelle zeigt ihre Zeiten – und in Klammern jeweils dahinter ihre Platzierungen – auf den vier gelaufenen Einzelstrecken sowie die sich daraus errechnende Gesamtpunktzahl nach dem Samalog und die Endplatzierung. Die Anordnung der Distanzen entspricht ihrer Reihenfolge im Programm der Sprint-WM.
| Sprint-WM | Sprint-WM      | 500 m 1. Rennen (in Sekunden) | 1000 m 1. Rennen (in Minuten) | 500 m 2. Rennen (in Sekunden) | 1000 m 2. Rennen (in Minuten) | Punkte          | Platz           |
| Jahr      | Ort            | 500 m 1. Rennen (in Sekunden) | 1000 m 1. Rennen (in Minuten) | 500 m 2. Rennen (in Sekunden) | 1000 m 2. Rennen (in Minuten) | Punkte          | Platz           |
| 2012      | Calgary        | 38,67 (19)                    | 1:15,50 (14)                  | 38,40 (19)                    | 1:15,80 (16)                  | 152,720         | 18.             |
| 2013      | Salt Lake City | 38,03 (13)                    | 1:13,68 0(2)                  | 37,90 (14)                    | 1:13,83 0(5)                  | 149,685         | 8.              |
| 2014      | Nagano         | keine Teilnahme               | keine Teilnahme               | keine Teilnahme               | keine Teilnahme               | keine Teilnahme | keine Teilnahme |
| 2015      | Astana         | 37,59 0(1)                    | 1:14,10 0(1)                  | 37,71 0(1)                    | 1:14,50 0(1)                  | 149,600         | 1.              |
| 2016      | Seoul          | 38,34 0(5)                    | 1:15,51 0(3)                  | 37,86 0(1)                    | 1:15,28 0(1)                  | 151,595         | 1.              |
| 2017      | Calgary        | keine Teilnahme               | keine Teilnahme               | keine Teilnahme               | keine Teilnahme               | keine Teilnahme | keine Teilnahme |
| 2018      | Changchun      | 38,21 0(6)                    | 1:14,96 0(2)                  | 38,26 0(6)                    | 1:15,93 0(2)                  | 151,915         | 2.              |
| 2019      | Heerenveen     | 37,89 0(5)                    | 1:14,60 0(1)                  | 37,67 0(2)                    | 1:14,64 0(2)                  | 150,180         | 3.              |
| 2020      | Hamar          | 38,13 0(9)                    | 1:15,09 0(5)                  | 37,91 0(5)                    | 1:14,56 0(3)                  | 150,865         | 6.              |

### Weltcupsiege
| Nr. | Datum             | Ort                 | Disziplin |
| --- | ----------------- | ------------------- | --------- |
| 1.  | 3. März 2013      | Erfurt              | 1000 m    |
| 2.  | 17. November 2013 | Salt Lake City      | 1000 m    |
| 3.  | 30. November 2013 | Astana              | 1500 m    |
| 4.  | 6. Dezember 2014  | Berlin              | 1000 m    |
| 5.  | 8. Februar 2015   | Heerenveen          | 1000 m    |
| 6.  | 21. März 2015     | Erfurt              | 1500 m    |
| 7.  | 22. März 2015     | Erfurt              | 1000 m    |
| 8.  | 15. November 2015 | Calgary             | 1500 m    |
| 9.  | 22. November 2015 | Salt Lake City      | 1000 m    |
| 10. | 5. Dezember 2015  | Inzell              | 1000 m    |
| 11. | 6. Dezember 2015  | Inzell              | 1500 m    |
| 12. | 12. Dezember 2015 | Heerenveen          | 1000 m    |
| 13. | 31. Januar 2016   | Stavanger           | 1000 m    |
| 14. | 11. März 2016     | Heerenveen          | 500 m     |
| 15. | 12. März 2016     | Heerenveen          | 500 m     |
| 16. | 12. März 2016     | Heerenveen          | 1500 m    |
| 17. | 13. März 2016     | Heerenveen          | 1000 m    |
| 18. | 17. November 2018 | Obihiro             | 1500 m    |
| 19. | 7. Dezember 2018  | Tomaszów Mazowiecki | 1000 m    |
| 20. | 16. Dezember 2018 | Heerenveen          | 1000 m    |
| 21. | 2. Februar 2019   | Hamar               | 1000 m    |
| 22. | 3. Februar 2019   | Hamar               | 1500 m    |
| 23. | 9. März 2019      | Salt Lake City      | 1000 m    |
| 24. | 17. November 2019 | Minsk               | 1000 m    |
| 25. | 6. Dezember 2019  | Nur-Sultan          | 1000 m    |
| 26. | 14. Dezember 2019 | Nagano              | 1000 m    |
| 27. | 23. Januar 2021   | Heerenveen          | 1500 m    |
| 28. | 24. Januar 2021   | Heerenveen          | 1000 m    |
| 29. | 30. Januar 2021   | Heerenveen          | 1500 m    |
| 30. | 31. Januar 2021   | Heerenveen          | 1000 m    |
| 31. | 13. November 2021 | Tomaszów Mazowiecki | 1000 m    |
| 32. | 19. November 2021 | Stavanger           | 1000 m    |
| 33. | 12. Dezember 2021 | Calgary             | 1500 m    |

### Weltrekorde
| Nr. | Disziplin  | Zeit (min) | Datum         | Ort                                | Bestand             | Nachfolgerin                      |
| --- | ---------- | ---------- | ------------- | ---------------------------------- | ------------------- | --------------------------------- |
| 1   | 1000 Meter | 1:12,58    | 17. Nov. 2013 | Utah Olympic Oval (Salt Lake City) | 1 Jahr und 362 Tage | Heather Bergsma                   |
| 2   | 1500 Meter | 1:51,59    | 15. Nov. 2015 | Olympic Oval (Calgary)             | 6 Tage              | Heather Bergsma                   |
| 3   | 1000 Meter | 1:12,18    | 22. Nov. 2015 | Utah Olympic Oval (Salt Lake City) | 2 Jahre und 18 Tage | Nao Kodaira                       |
| 4   | 1000 Meter | 1:11,61    | 9. März 2019  | Utah Olympic Oval (Salt Lake City) | 6 Jahre und 63 Tage | aktuell gültig (Stand: März 2022) |